# Tetranêutron
Um tetranêutron é um aglomerado hipotético estável de quatro nêutrons. A existência de tal aglomerado de partículas não é apoiada pelos modelos atuais de forças nucleares. Há alguma evidência empírica que sugere que a partícula em questão realmente exista, com base em um experimento de 2001 realizado por Francisco-Miguel Marqués e colegas no acelerador Ganil, em Caen, utilizando um novo método de detecção em observações da desintegração de núcleos de berílio e lítio. No entanto, tentativas subsequentes de replicar essa observação falharam.
Um trabalho posterior de 2019 sugere consequências potencialmente observáveis nas crostas de uma estrela de nêutrons, caso o tetranêutron exista. 
Assim como detalhado no fim deste artigo, observações subsequentes de experimentos com feixes de íons são consistentes com quatro nêutrons que apresentam alguma ligação entre si.

## O experimento de Marqués
Assim como em muitos experimentos com aceleradores de partículas, a equipe de Marqués disparou núcleos atômicos em alvos de carbono e observou a dispersão das partículas a partir da colisão resultante. Nesse caso o experimento envolveu o uso de núcleos de berílio-14, boro-15 e lítio-11, sendo o primeiro o mais bem-sucedido. Esse isótopo do berílio tem um halo nuclear que consiste em quatro nêutrons aglomerados; isso permite que eles sejam facilmente separados intactos na colisão de alta velocidade com o alvo de carbono. Os modelos nucleares atuais sugerem que quatro nêutrons separados deveriam ser o resultado de quando o berílio-10 é produzido, mas o único sinal detectado na produção deste isótopo sugeriu um aglomerado multinêutron entre os produtos da separação; o mais provável é um núcleo de berílio-10 e quatro nêutrons fundiram-se juntos em um tetranêutron.

## Desde o experimento de Marqués
Uma análise posterior do método usado no experimento de Marqués sugeriu que o mecanismo de detecção era improvável mas a sugestão foi refutada,e tentativas de reproduzir essas observações com métodos diferentes não tiveram sucesso em detectar aglomerados de nêutrons. Se, contudo, a existência de tetranêutrons estáveis for confirmada independentemente, ajustes consideráveis teriam que ser feitos no modelo nuclear atual.  Bertulani e Zelevinsky propuseram que, caso exista, o tetranêutron poderia ser formado por um estado de ligação entre dois sistemas dinêutron. Porém, tentativas de modelar interações que possam fazer surgir aglomerados multinêutron  falharam, e "não parece possível mudar os hamiltonianos nucleares modernos para ligar um tetranêutron sem destruir muitas outras previsões bem-sucedidas desses hamiltonianos. Ou seja, sendo uma alegação experimental recentemente de um tetranêutron ligado confirmada, nosso entendimento das forças nucleares terá que ser significativamente alterado."
Em 2016, pesquisadores no RIKEN em Wako, Japão observaram uma evidência de que o tetranêutron existe brevemente como uma  ressonância. Eles dispararam um feixe do núcleo rico em nêutrons de hélio-8 (dois prótons e seis nêutrons) em um alvo líquido composto de hélio-4 (dois prótons e dois nêutrons). Ocasionalmente, a reação produziu um núcleo de berílio-8 (quatro prótons e quatro nêutrons), deixando quatro nêutrons fora da conta.  Se um núcleo de quatro nêutrons realmente ocorrei, ele durou aproximadamente 10−21 segundos antes de decair em outras partículas.
Em 2021, por outro lado, uma equipe da Universidade Técnica de Munique bombardeou um alvo de lítio-7 e encontrou evidência preliminar de um estado de ligação de quatro nêutrons, com um tempo de vida estimado em vários minutos, similar ao de um nêutron livre.
Um experimento de 2022, mais uma vez no RIKEN, direcionou um feixe de hélio-8 a um alvo rico em prótons, levando à ejeção de uma partícula alfa na direção oposta, e deixando quatro nêutrons na estrutura em movimento. A energia restante do próton detectado e a partícula alfa foram usados para obter a assinatura do Sistema de quatro nêutrons com o pico que foi interpretado como consistente com uma ressonância a 2,37 MeV  e um comprimento de 1,75 MeV, correspondendo a um tempo de vida de cerca de 3.8×10−22 s.